# Ivan Dimov
Ivan Dimov (en búlgaro: Иван Димов; Plovdiv, 4 de diciembre de 2002) es un deportista búlgaro que compite en halterofilia. Ganó cuatro medallas en el Campeonato Europeo de Halterofilia entre los años 2022 y 2025, en la categoría de 61 kg.

## Palmarés internacional
| Campeonato Europeo | Campeonato Europeo  | Campeonato Europeo | Campeonato Europeo |
| Año                | Lugar               | Medalla            | Categoría          |
| ------------------ | ------------------- | ------------------ | ------------------ |
| 2022               | Tirana (Albania)    | Medalla de oro     | 61 kg              |
| 2023               | Ereván (Armenia)    | Medalla de bronce  | 61 kg              |
| 2024               | Sofía (Bulgaria)    | Medalla de plata   | 61 kg              |
| 2025               | Chisináu (Moldavia) | Medalla de oro     | 61 kg              |